# Rita Tornborg
Rita Tornborg, née Rita Albihn le 13 décembre 1926 à Johannesbourg (Afrique du Sud), est une écrivaine et critique littéraire suédoise.

## Biographie
De mère polonaise et de père suédois, elle passe sa petite enfance en Afrique du Sud. En 1932 — elle a alors six ans — sa famille s'installe en Pologne puis, en 1943, en Suède. Elle passe son baccalauréat au Lycée polonais de Stockholm et entame des études de zoologie à l'Université de Lund.
Rita Tornborg travaille tout d'abord comme assistante de laboratoire à l'hôpital universitaire Karolinska à Stockholm, puis comme critique littéraire pour le quotidien suédois Svenska Dagbladet.
Elle dépeint dans ses romans la vie et l'insertion des immigrants juifs d'Europe centrale et orientale en Suède. Elle s'intéresse à la culture juive, plus particulièrement au hassidisme.  
Rita Tornborg est l'auteur à ce jour de six romans et d'un recueil de nouvelles. Son premier roman, Paukes gerilla, publié à l'âge de quarante ans en 1970, lui vaut la bourse de la première œuvre des éditions Bonnier. En 1974 elle obtient une bourse de voyage du Fonds des écrivains suédois.

## Œuvre romanesque
- Paukes gerilla (La Guérilla de Pauke), 1970, 150 pages
- Docent Åke Ternvall ser en syn (La Vision du professeur Åke Ternvall), 1972, 171 pages
- Hansson och Goldman (Hansson et Goldman), 1974, 193 pages
- Friedmans hus (La Maison de Friedmann) 1976, 239 pages
- Salomos namnsdag (La Saint-Salomon), 1979, 313 pages
- Systrarna (Les Sœurs), 1982, réédité en 1984, 290 pages
- Rosalie (Rosalie) (nouvelles), 1991, 254 pages

Toute son œuvre est publiée aux éditions Bonnier, à Stockholm.

## Prix et distinctions
- Prix littéraire du quotidien Svenska Dagbladet (1972)
- Prix littéraire du  quotidien Aftonbladet (1976)
- Prix du PEN Club suédois (1976)
- Grand prix des Neuf (1981)
- Prix Dobloug (1995) (décerné par l'Académie suédoise)

En 2005, un documentaire réalisé par Stanisław Kubiak lui a été consacré par la télévision polonaise

## Rita Tornborg traductrice
Rita Tornborg a traduit du polonais en suédois, en collaboration avec Erik Tornborg et Per Arne Bodin, des poèmes de Jerzy Ficowski : Att läsa i aska: dikter av Jerzy Ficowski, Bonniers, Stockholm 1987 (titre original Odczytanie popiołów, édité en samizdat en 1980) (en français : Déchiffrer les cendres, 1re édition : Plasma, 1981  (ISBN 978-2-90137682-8), 2e édition : Est-Ouest Internationales, 2005 postface d'Anna Kamienska, photographies de Marc Sagnol, traduction française de Jacques Burko  (ISBN 978-2-95166274-2)

## Rita Tornborg en traduction
À ce jour, aucune traduction en français de l'œuvre de Rita Tornborg n'a été publiée. Un de ses romans (La saint-Salomon) a été traduit en polonais:
- Imieniny Salomona (titre original Salomos namsdag), traduit du suédois par Leonard Neuger, Oficyna literacka, Cracovie 1993